# سفیدغاز
سفیدغازها (نام علمی: Morus) نام یک سرده از تیره کودنان است.
سه گونه در سردۀ Morus جای دارند اما برخی دانشمندان بر این باورند که همه 9 گونه‌ sulid باید باهم در سردۀ Sula. زمانی گونه‌های سفیدغازها یک گونه به شمار می‌رفتند.
| نگاره | نام علمی       | نام رایج                                  | پراکندگی                                      |
| ----- | -------------- | ----------------------------------------- | --------------------------------------------- |
|       | Morus bassanus | سفیدغاز شمالی (همچنین به نام "غاز سولان") | آتلانتیک شمالی روی سواحل جریان خلیج           |
|       | Morus capensis | سفیدغاز دماغه                             | سه جزیره دورافتاده در نامیبیا و آفریقای جنوبی |
|       | Morus serrator | سفیدغاز استرالزی                          | سواحل نیوزیلند، ویکتوریا، استرالیا و تاسمانی  |